# Bilasuvar
Bilasuvar (azerí: Biləsuvar) é um dos 59 rayons em que se subdivide politicamente a República do Azerbaijão. A cidade capital é a cidade de Biləsuvar. Além dos rayons de Imishli, Saatly, Sabirabad, Salyan, Neftchala e Jalilabad, faz fronteira com o Irã, tendo um total de 241 quilômetros de fronteira.

## Território e população
Tem área de 1.358 quilômetros quadrados e 81.318 habitantes. A densidade populacional é de 60 hab./km2